# Щетинковый сорокопут
Щетинковый сорокопут, или щетинкоголовый сорокопут (лат. Pityriasis gymnocephala), — вид воробьиных птиц, единственный в роде щетинковых сорокопутов (Pityriasis) и семействе калимантанских сорокопутов (Pityriasidae syn. Pityriaseidae, orth. var.).

## Ареал
Щетинковый сорокопут — эндемик Борнео. Его ареал — влажные калимантанские тропические леса до высоты 1200 м над уровнем моря. Также встречается в мангровых зарослях. Территория обитания птиц труднодоступна и обширна, поэтому охранный статус вида — уязвимые виды (VU).

## Описание
Щетинковый сорокопут достигает длины 22–26 см и массы от 115 до 150 г. Оперение — чёрное или тёмно-серое, клюв массивный, чёрный, голова и шея красные или ярко-оранжевые.
Щетинковые сорокопуты обитают в древесных кронах среди ветвей и листвы. Основа питания — насекомые и личинки. Обитают птицы небольшими и средними стайками.

## Систематика
Систематическое положение рода Pityriasis — предмет споров. По разным классификациям, его относили к семействам сорокопутовые, лесные сорокопуты, флейтовые птицы, ласточковые сорокопуты и даже к врановым. Международный союз орнитологов выделяет его в отдельное семейство Pityriasidae.